# 46 km (rejon gatczyński)
46 km (ros. 46 км) – przystanek kolejowy w miejscowości Siemrino, w rejonie gatczyńskim, w obwodzie leningradzkim, w Rosji. Położony jest na linii Petersburg – Newel – Witebsk.